# August Wilhelm Grube
August Wilhelm Grube, född den 16 eller 17 december 1816 i Wernigerode, död den 28 januari 1884 
i Bregenz, var en tysk pedagog.
Grube verkade huvudsakligen som informator och privatlärare. Han skrev om allmänna uppfostringsfrågor och speciell metodik åtskilliga arbeten, bland annat den originella boken Leitfaden für das Rechnen in der Elementarschule (1842; 6:e upplagan 1881), samt utgav flera verk till främjande av den naturvetenskapliga, geografiska och historiska undervisningen: Charakterbilder aus der Geschichte und Sage (33:e upplagan 1903; "Charaktersskildringar ur historien och sagan". 1854-55: 2:a upplagan 1858), Geographische Charakterbilder (19 upplagor; "Charaktersskildringar af länder, folkslag och städer" et cetera, 1857-59), Biographien aus der Naturkunde in ästhetischer Form und religiösem Sinn (senaste upplagan 1877-80; "Naturhistoriska skildringar i estetisk form och religiös anda", 1853), Bilder und Scenen aus dem Natur- und Menschenleben in den fünf Haupttheilen der Erde (8:e upplagan 1901; "Skildringar ur naturen och människolifvet i de fem världsdelarna", 1853; ny upplaga 1864-65) med flera.